# Oligodon splendidus
Oligodon splendidus es una especie de serpiente del género Oligodon, familia Colubridae. También conocida como serpiente kukri espléndida. Fue descrita científicamente por Günther en 1875.
Se distribuye por Birmania. Mide 83 centímetros de largo, posee un cuerpo robusto y es de color marrón pálido.